# Гелдермалсен
Гелдермалсен (нід. Geldermalsen, нід. вимова: [ˌɣɛldərˈmɑlsə(n)] ( прослухати)) — місто в нідерландській провінції Гелдерланд.
Із початку 1978 року було центром окремого муніципалітету, який 1 січня 2019 року було об'єднано з муніципалітетами Нерейнен та Лінгевал з утворенням нового муніципалітету Вест-Бетюве.
16 грудня 2015 року в місті відбулися масові заворушення, викликані планами мерії щодо будівництва на його території житла для 1,5 тисяч біженців, що знайшли притулок у Нідерландах. За результатами протестів, участь у яких взяли до двох тисяч місцевих мешканців, ці плани були скасовано.

## Галерея

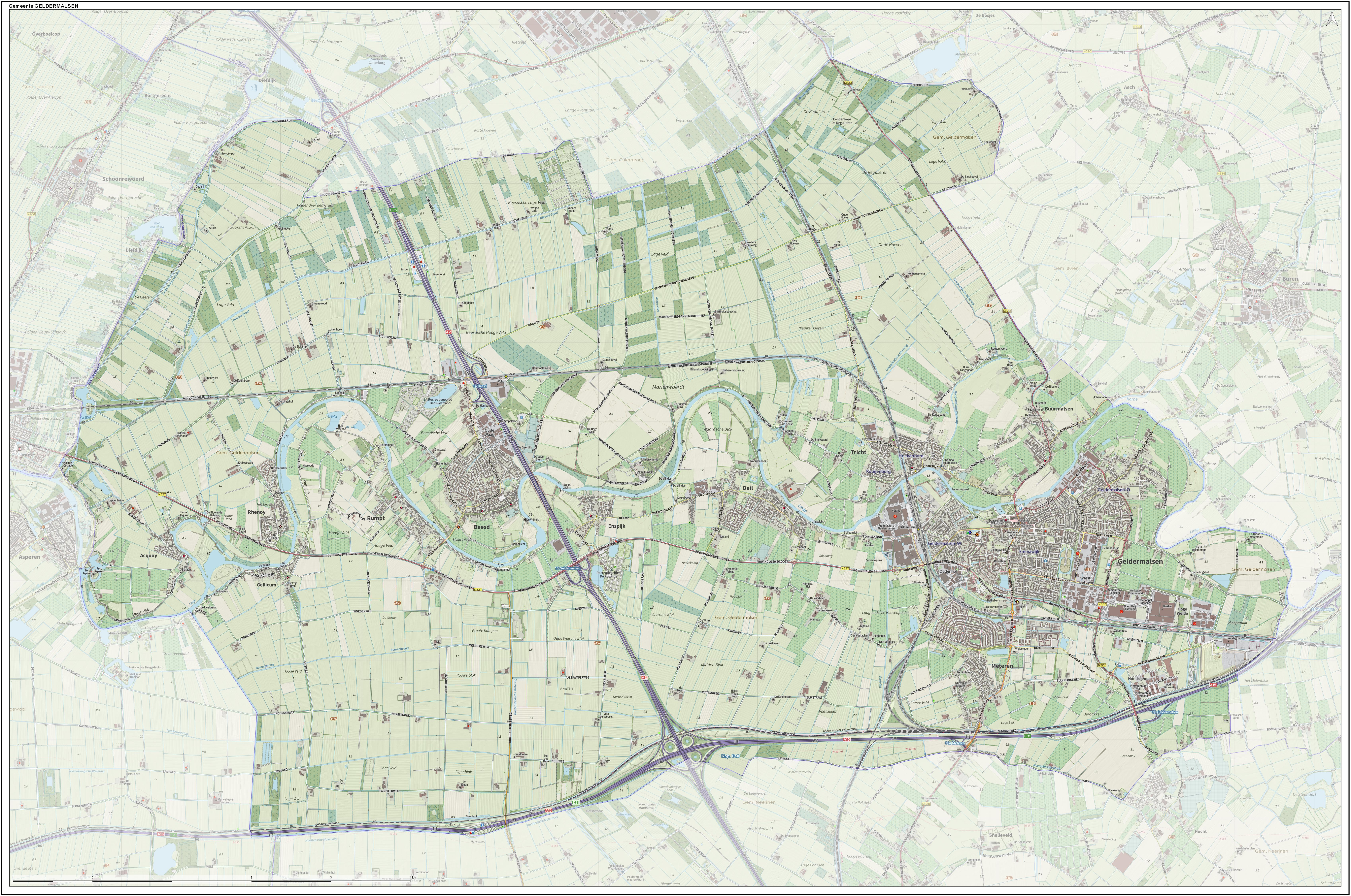
Топографічна мапа муніципалітету Гелдермалсен, червень 2015
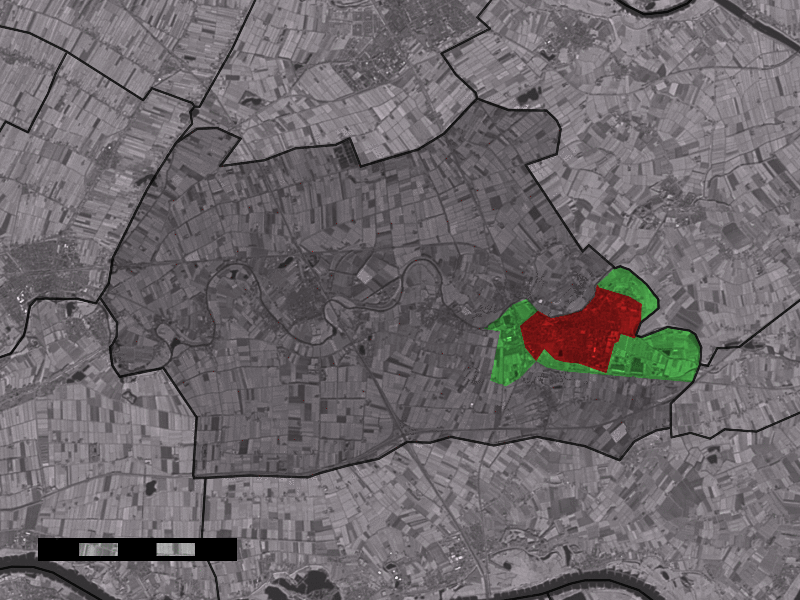
Місто Гелдермалсен на мапі однойменного муніципалітету
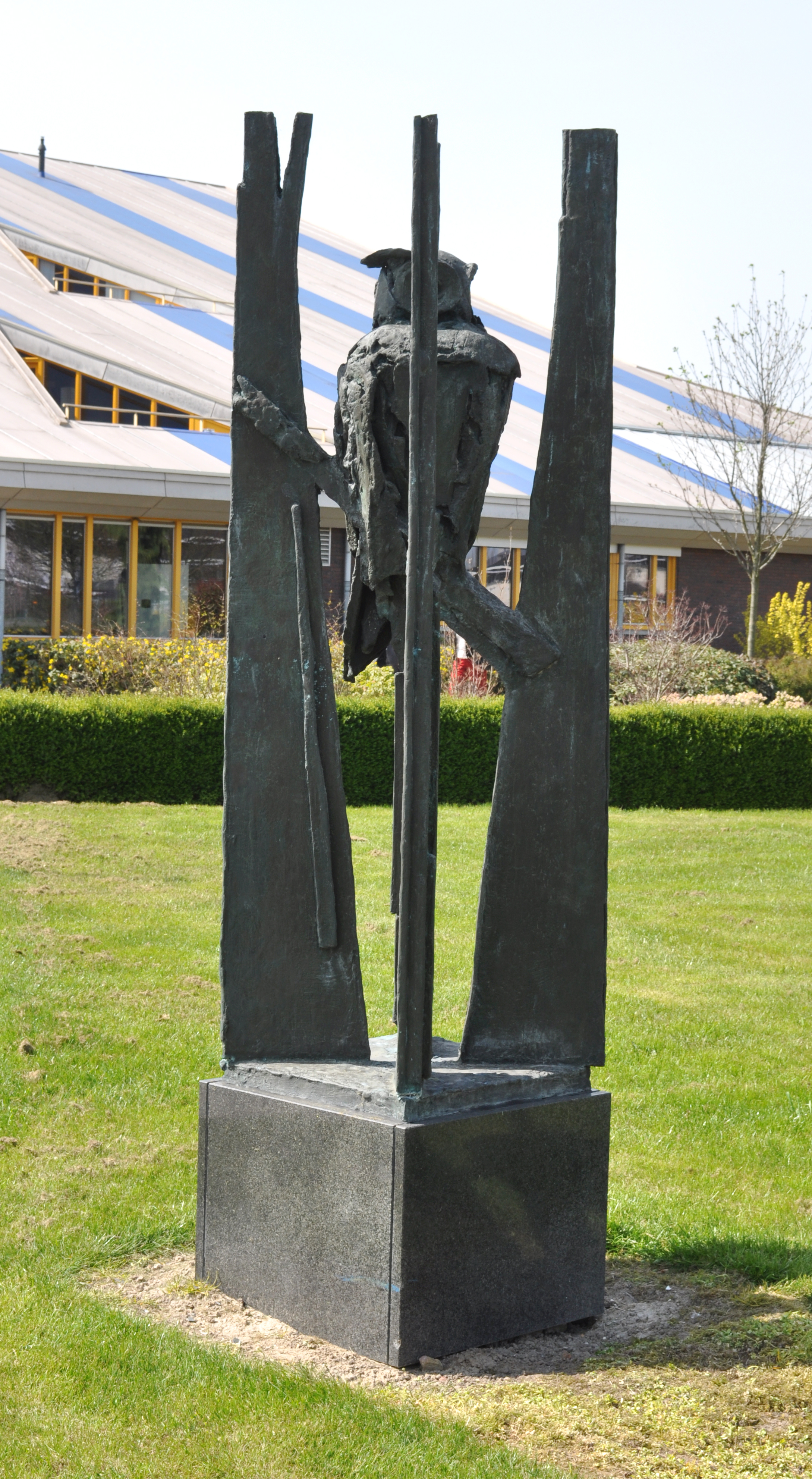
Скульптура «Сова»